# Veveriță caucaziană
Veverița caucaziană (Sciurus anomalus) sau Veverița persană este o veveriță de copac din genul Sciurus din păduri temperate de foioase și mixte din sud-vestul Asiei.
Se spune de regulă că specia a fost descrisă pentru prima oară în 1778 de către Johann Friedrich Gmelin în ediția a 13-a din Systema Naturae, și că a fost denumită Sciurus anomalus.
Totuși, unii autori susțin că această lucrare a fost de fapt publicată în 1788,